# Cancha serrana
La cancha (en quítxua: camcha o kancha; en muchik: quersu) és un menjar senzill típic de la gastronomia peruana, etc. Es tracta d'una mena de crispeta feta amb dacsa crioll, del tipus cancha (n'hi ha de blanc o groc) els quals es torren fins que esclaten. Es menja sola, amb formatge, i també serveix per acompanyar altres plats.
La referència més antiga és de les cròniques de Juan Ruiz de Arce, el 1545. De tota manera, se sap que el consum de dacsa torrada, al continent americà, és mil·lenari.

## Galeria

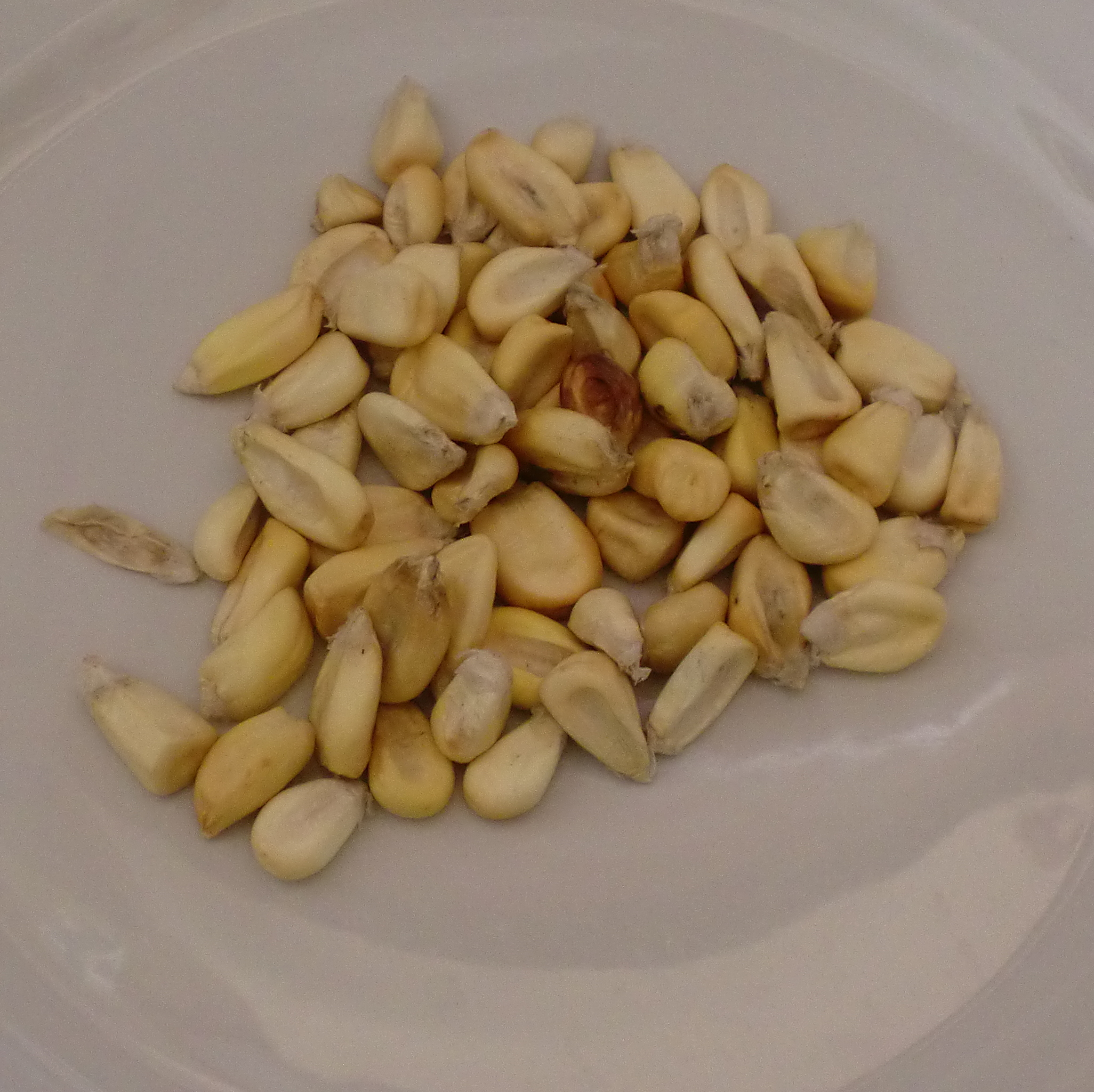
Dacsa cancha sense torrar.
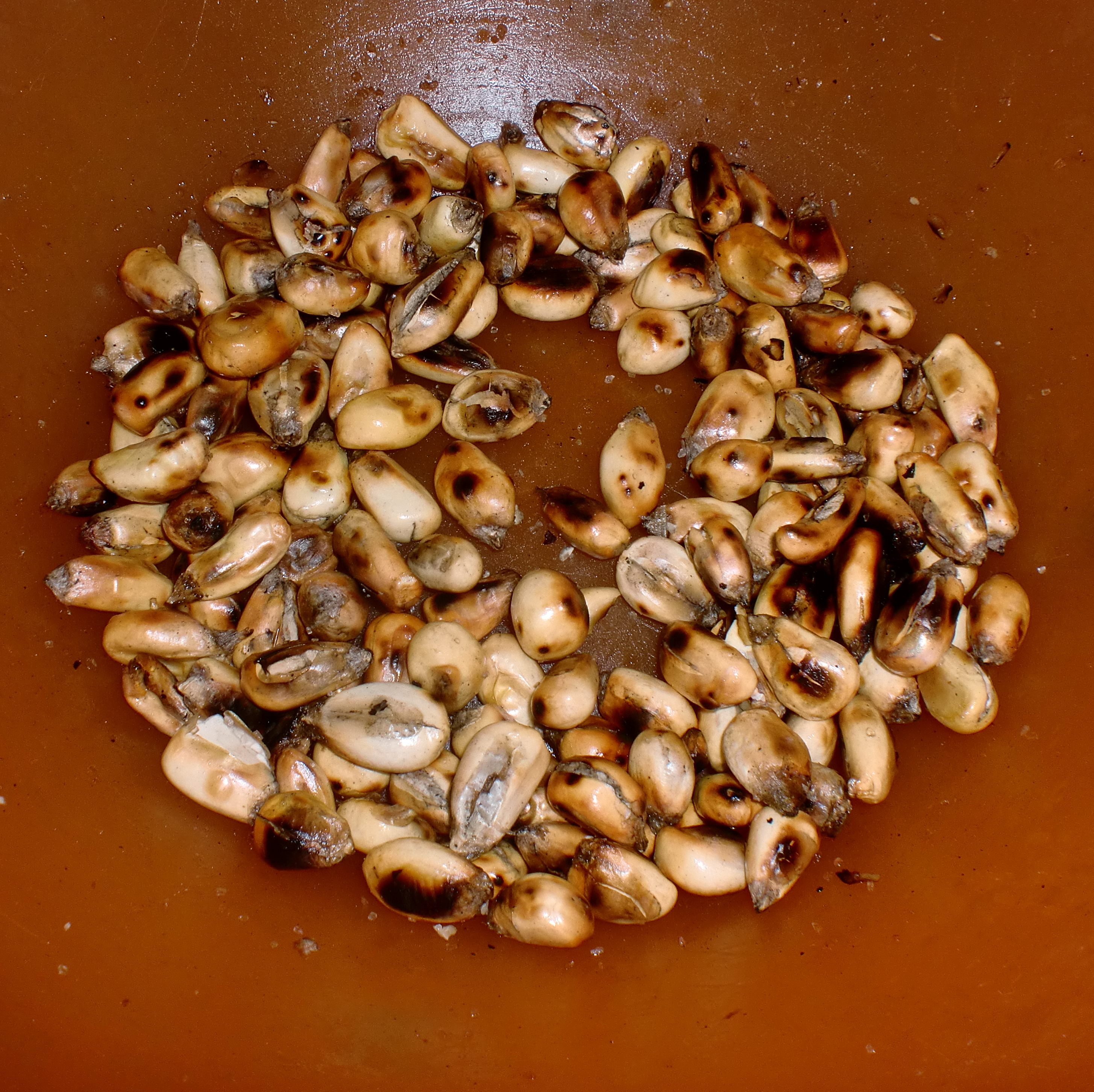
Cancha torrada.